# Isaak-Alter-Synagoge
Die Isaak-Alter-Synagoge war eine Synagoge in Warschau, Polen.

## Lage
Die Isaak-Alter-Synagoge befand sich in der Żelazna-Straße Nr. 57 in Warschau.

## Geschichte
Das Privathaus des namensstiftenden Jitzchak Meir Alter wurde 1864 zu einer Synagoge mit Jeschiwa eingerichtet. Jitzchak Meir (Sprechname Isaak) Alter war auch der Direktor der Jeschiwa und der Begründer der Gerrer Chassidim Rabbiner-Dynastie, einer chassidischen Bewegung. Alter wurde auch als Chidushei haRim bezeichnet, nach seiner gleichnamigen Sammlung von Novellen zu Talmudtraktaten und zum Schulchan Aruch (החדושי הרי"ם). Seine Synagoge galt als ein Zentrum der Orthodoxie. 
Die Synagoge wurde im Jahre 1943, während der deutschen Besetzung beschlagnahmt. Danach diente das Gebäude als Warenlager. Dem Rabbiner Avraham Mordechai Alter (1866–1948), dem dritten Gerrer Rebbe, gelang mit dreien seiner Söhne die Flucht vor dem Holocaust.
Koordinaten: 52° 14′ 0,8″ N, 20° 59′ 27,4″ O